# Дуглас Стюарт (письменник)
Дуглас Стюарт (англ. Douglas Stuart; нар. 1976) — шотландсько-американський письменник і модельєр. Його дебютний роман «Шаггі Бейн» був відзначений Букерівською премією 2020 року.

## Біографія
Стюарт народився в Сайтгіллі, районі житлової забудови в Глазго (Шотландія). Він здобув ступінь бакалавра в Шотландському текстильному коледжі та ступінь магістра в Королівському коледжі мистецтв у Лондоні. Стюарт переїхав до Нью-Йорка у віці 24 років, щоб почати кар'єру в сфері дизайну одягу. Він працював з багатьма брендами, включно з Calvin Klein, Ralph Lauren, Banana Republic та Jack Spade. Стюарт має подвійне британське та американське громадянство.
Його літературні твори публікувалися в The New Yorker та на LitHub.
Перший роман Дугласа Стюарта, Шаггі Бейн, отримав Букерівську премію 2020 року. Рішення приймало журі, до складу якого увійшли Маргарет Басбі, Лі Чайлд, Самір Рахім, Лемн Сіссай і Емілі Вілсон. Стюарт — другий шотландський автор, який одержав Букерівську премію. У 1994 року премія була присуджена Джеймсу Келману за книгу «Як пізно це було, як пізно», яка, за словами Стюарта, змінила його життя, оскільки він уперше побачив на друкованій сторінці свій народ і свій діалект. Книга Шаггі Бейн також увійшла до шорт-листу Національної книжкової премії в галузі художньої літератури 2020 року. Роман мав загалом позитивні відгуки, зокрема у The Observer, The New York Times, The Scotsman, the TLS, та інших виданнях.
У листопаді 2020 року Стюарт повідомив, що закінчив свій другий роман Loch Awe, дія якого також відбувається в Глазго. Остаточна назва другого роману Стюарта — Young Mungo, він вийшов друком навесні 2022 року.

## Особисте життя
Він мешкає у Іст-Вілледж, зі своїм чоловіком арт-куратором Майклом Кері.

## Переклади українською мовою
- Шаґґі Бейн / пер. з англ. Е. Євтушенко. — Book Chef 2022. — 480 с. ISBN                                                  : 9789669937292